# Pellegrino da Falerone
Pellegrino da Falerone (... – San Severino Marche, 1233) è stato un religioso italiano.

## Biografia
Figlio di Ruggero, ricco signore  di Falerone, studiò filosofia e diritto canonico a Bologna. Abbandonò gli universitari studi per diventare uno dei primi seguaci di San Francesco d'Assisi. Il beato Bernardo da Quintavalle lo considerò, fra i primi discepoli di San Francesco, uno dei religiosi più esemplari. Volle restare nella modesta condizione di religioso fratello, addetto ai servizi più umili. Viaggiò in pellegrinaggio verso la Terrasanta. Morì nel 1233 presso il convento di San Severino Marche.

## Culto
Secondo il Martirologio Romano il giorno dedicato al santo è il 27 marzo:
(Martirologio Romano)
Papa Pio VII il 31 luglio 1821 ne approvò il culto.